# Bye Bye Bye!
Pour chanson de *NSYNC, voir Bye Bye Bye.
Singles de Cute
Forever Love
(2008) Shochū Omimai Mōshiagemasu
(2009)
 Bye Bye Bye! est le 8e single "major" et 13e single au total du groupe de J-pop Cute. Le single est sorti le 15 avril 2009 au Japon sur le label zetima. Il est écrit et produit par Tsunku. Il atteint la 4e place du classement Oricon.
Sortent aussi une édition limitée du single avec un DVD bonus et une version "Single V" (vidéo). Une édition spéciale "event V" sera vendue lors de prestations du groupe.
La chanson-titre figure sur le 5e album du groupe, Shocking 5. C'est le premier single du groupe sans Kanna Arihara, alors mise en repos du groupe avant son départ définitif en juillet suivant, et le premier de la formation à six membres.

## Membres
- Maimi Yajima
- Erika Umeda
- Saki Nakajima
- Airi Suzuki
- Chisato Okai
- Mai Hagiwara

## Titres
Single CD
1. Bye Bye Bye!
2. Go Go Go!
3. Bye Bye Bye! (instrumental)

Single V
1. Bye Bye Bye! (PV)
2. Bye Bye Bye! (Close-up Ver.)
3. Making of (撮影メイキング?)

DVD de l'édition limitée
1. Bye Bye Bye! (Dance Shot Ver.)

DVD de l'édition "event V"
1. Bye Bye Bye! (Umeda Erika Solo Ver.)
2. Bye Bye Bye! (Yajima Maimi Solo Ver.)
3. Bye Bye Bye! (Nakajima Saki Solo Ver.)
4. Bye Bye Bye! (Suzuki Airi Solo Ver.)
5. Bye Bye Bye! (Okai Chisato Solo Ver.)
6. Bye Bye Bye! (Hagiwara Mai Solo Ver.)